# Marco Donat-Cattin
Marco Alberto Donat-Cattin, detto comandante Alberto (Torino, 28 settembre 1953 – Verona, 19 giugno 1988), è stato un terrorista italiano.
Figlio del noto uomo politico della Democrazia Cristiana Carlo Donat-Cattin, era un militante dell'organizzazione terroristica di estrema sinistra Prima Linea, dalla quale si è poi dissociato.

## Biografia
Cresce nel quartiere Parella e trascorre una giovinezza irrequieta e ribelle: basti ricordare che ebbe un figlio, Luca, nel 1970 a soli 17 anni e che, dopo pochissimo tempo, divorziò dalla compagna di scuola che lo aveva reso padre. Dopo aver abbandonato l'università (era iscritto a giurisprudenza), nel 1974 Donat-Cattin trovò impiego come bibliotecario presso il liceo scientifico Galileo Ferraris dove conobbe Roberto Sandalo, futuro esponente della sinistra extraparlamentare.
Dopo aver militato in Lotta Continua, a partire dal 1976 partecipò alla costituzione di Prima Linea, assumendo subito un ruolo dirigente e operativo di primissimo piano: noto come «comandante Alberto», fece parte del cosiddetto Comando nazionale insieme a Bruno La Ronga, Sergio Segio, Susanna Ronconi e Roberto Rosso. Tra i principali responsabili militari dell'organizzazione, prese parte direttamente a numerose azioni di fuoco nel periodo 1976-1979.
In una di queste, il 29 gennaio 1979, assassinò a Milano, insieme a Sergio Segio, il magistrato Emilio Alessandrini. Partecipò anche all'omicidio del vigile urbano Bartolomeo Mana a Druento (TO) il 13 luglio 1979  e, con Maurice Bignami detto «Davide», a quello del barista Carmine Civitate a Torino, effettuato il 18 luglio 1979 come rappresaglia (peraltro sbagliando completamente obiettivo) per la morte dei compagni «Carla» (Barbara Azzaroni) e «Charlie» (Matteo Caggegi), avvenuta durante uno scontro a fuoco con le forze dell'ordine nel bar Dell'Angelo (28 febbraio 1979) in piazza Stampalia.
Grazie alle rivelazioni del terrorista pentito Roberto Sandalo, nel maggio 1980 la polizia lo identificò tra i membri più importanti di PL. Marco Donat-Cattin riuscì a scappare in Francia, ma la sera del 18 dicembre 1980 fu arrestato a Parigi ed estradato in Italia nel febbraio 1981. Il padre, Carlo Donat-Cattin, esponente della sinistra sociale della Democrazia Cristiana e Ministro in diversi governi all'apice della sua carriera nel 1980 (era vicesegretario unico della DC, dopo esser stato l'artefice del «preambolo» che segnò la fine dell'epoca dei governi di solidarietà nazionale), decise di dimettersi da ogni incarico e di lasciare temporaneamente la vita politica a causa dell'attività terroristica del figlio e del procedimento parlamentare relativo all'accusa, mai provata in alcun procedimento giudiziario, che avesse aiutato la sua fuga all'estero.
Quell'ipotesi nacque in seguito alle confessioni di Sandalo: il terrorista raccontò di avere avuto dei colloqui con il padre di Marco e di aver saputo che il Presidente del Consiglio Francesco Cossiga aveva riferito a Carlo Donat-Cattin che suo figlio Marco era ricercato e che gli conveniva rifugiarsi all'estero. Donat-Cattin padre smentì le rivelazioni, raccontando che non sentiva il figlio da anni, ammettendo tuttavia di avere chiesto a Cossiga se si sapesse qualcosa di Marco e di aver ricevuto risposta negativa. Ammise anche di avere contattato Roberto Sandalo, ma solo per riferirgli che non c'erano notizie di Marco. Successivamente Cossiga fu scagionato dall'accusa di favoreggiamento dalla Commissione inquirente che decise, a maggioranza, l'archiviazione con 507 voti favorevoli e 406 contrari. Usufruendo della legge sulla dissociazione e poi di quella sui collaboratori di giustizia, che concedeva forti sconti di pena a collaboratori e dissociati, Donat-Cattin ottenne gli arresti domiciliari nell'ottobre del 1985, pochi giorni dopo l'assoluzione per insufficienza di prove dall'accusa di concorso morale nell'assassinio del criminologo Alfredo Paolella, e tornò completamente libero il 24 dicembre 1987.
Il 19 giugno 1988, sull'autostrada Serenissima, nei pressi del casello di Verona Sud, morì travolto da un'auto mentre, sceso dalla sua vettura, stava segnalando alle macchine che sopraggiungevano di fermarsi per evitare un incidente in cui lui stesso era stato coinvolto marginalmente. Quattro giorni dopo si svolsero a Torino i funerali, in cui vennero ricordati i «forti rimorsi» di una persona che «viveva con il dolore del ricordo di quegli anni». Secondo le parole di Don Mazzi, raccolte da la Repubblica, Donat-Cattin «era un ragazzo sregolato, nel bene come nel male» […] «Si buttava nelle cose a capofitto. Capisco la pazzia che ha fatto sull'autostrada, nel tentativo di salvare altre persone. Da noi, al centro di recupero dei tossicodipendenti, dava tutte le sue forze, con entusiasmo. E aveva quel carisma del capo, un po' guascone, come suo padre peraltro, che lo aiutava molto nel lavoro. Dall'anno scorso era andato a Roma, ma si era tenuto in contatto con tre ragazzi. Anzi, proprio di recente li aveva invitati nella capitale per trascorrere insieme qualche giorno. Dei suoi trascorsi in Prima Linea, Marco Donat-Cattin parlava malvolentieri: aveva forti rimorsi, viveva con dolore il ricordo di quegli anni. Una volta, mentre mi raccontava un episodio, è stato male fino a vomitare». Il sacerdote aggiunse inoltre che «il suo più grande desiderio [...] era di essere perdonato, o almeno incontrare la vedova di Emilio Alessandrini. Ma non è stato possibile. Purtroppo è morto prima che riuscissimo a trovare una strada di pace e conciliazione». Secondo Don Mazzi, Donat-Cattin avrebbe superato il rapporto problematico col padre trovando in lui un nuovo punto di riferimento e un nuovo ruolo come fondatore della comunità "Exodus" di Verona.
Nel 2018, in occasione del quarantennale del caso Moro e delle polemiche causate dalle dichiarazioni provocatorie sul ruolo delle vittime da parte di una ex componente delle Brigate Rosse che prese parte al rapimento Moro, la figlia dello statista democristiano Maria Fida Moro ha affermato, rivolgendosi agli ex terroristi degli anni di piombo: «L'unico di voi che io ancora stimo è Marco Donat-Cattin, che proprio come me voleva essere 'cancellato dalla vita' e che è morto tragicamente una notte, cercando di soccorrere delle persone in autostrada».
È sepolto nella tomba di famiglia al Cimitero monumentale di Torino insieme al padre Carlo, alla madre Amelia, morta nell'aprile 1998 pure lei in un incidente stradale, ed al fratello Paolo, impresario teatrale.